# أبو الفضل جعفر بن علي الدمشقي
أبو الفضل جعفر بن علي الدمشقي أحد علماء القرن السادس الهجري في طرابلس الشام، عاش أبو الفضل جعفر بن علي الدمشقي في النصف الثاني من القرن الثاني عشر الميلادي. وهو من أبرز من عالج القضايا الاقتصادية بين المفكرين المسلمين والعرب الذين عاصروه، وعني بالشأن الاقتصادي كشأن مستقل قائم بذاته. وفضلاً عن ذلك فأبو الفضل جعفر الدمشقي هو بحق، من أوائل العلماء الذين تكلموا في العروض التجارية وأسماء السلع فكان كلامه مرجعاً لغيره من المؤلفين والشراح وسبق ابن خلدون في تناوله لعلم الاقتصاد، وتفرد في معالجته لشؤون التجارة على نحو جعل كتابه هذا يوصف بأنه» الدراسة الوحيدة في أصول مهنة التجارة «كان أبو الفضل جعفر بن علي الدمشقي تاجراً حكيماً، يعيش في طرابلس الشام. وكان تفكيره الاقتصادي والتجاري مندمجاً بنزعته الدينية لعالم مسلم، واسع الاطلاع، وهذا واضح من كثرة عودته إلى القرآن والأحاديث النبوية، واستشهاده بمأثورات القول عن الإمام علي وعن كثير من العلماء والحكماء والفلاسفة والمصلحين، وحضه على التزام الأخلاق الكريمة والقناعة والسماحة والاستقامة في مزاولة التجارة، ونصحه بالاعتدال في الإنفاق وتجنب المعصية، وذلك كله أمر يتضح بجلاء في كتابه (الإشارة إلى محاسن التجارة).
لم نقع من كتب التراجم أو الطبقات على تعيين يقين لتاريخ مولد أو وفاة أبو الفضل جعفر بن علي الدمشقي، لكن دائرة المعارف الإسلامية، ترى أن أبا الفضل قد عاش في القرنين الخامس والسادس الهجريين، الموافقين للقرنين الحادي عشر والثاني عشر الميلاديين. وقد ورد في نسخة مخطوطة كتاب الإشارة إلى محاسن التجارة، التي وجدت في المكتبة الخديوية في مصر ما نصه: « تم كتاب الإشارة إلى محاسن التجارة بفضل الله وحمده. وصلى الله على محمد نبيه، وكان الفراغ منه عند صلاة الظهر من نهار يوم الاثنين السادس من شهر رمضان سنة سبعين وخمسمائة غفر الله لكاتبها ومالكها أمين يا رب العالمين ولا حول ولا قوة إلا بالله العلي العظيم».
وبذلك فإن تاريخ إنجاز كتاب الإشارة إلى محاسن التجارة في عام 570 هجري يوافق عام 1175 ميلادي. الأمر الذي يؤكد ما ورد في دائرة المعارف الإسلامية من أن أبا الفضل قد عاش في القرنين الخامس والسادس الهجريين.
بدأ أبو الفضل جعفر بن علي الدمشقي كتابه الإشارة إلى محاسن التجارة بالحديث عن المال (حقيقة المال وأقسامه والحاجة إليه). في بيان حقيقة المال أوضح الدمشقي أن المال في اللغة هو القليل والكثير من المقتنيات وينقسم إلى أربعة أقسام:
- الصامت: وهو العين، ماضرب من الدنانير، أو الورق وهو المال من الدراهم. وبذلك فالمال الصامت هو الدنانير الذهبية والدراهم وسائر المصوغ منها.
- العرض: ويشتمل على الأمتعة والبضائع والجواهر والمعادن وسائر الأشياء المصنوعة منها.
- العقار: وهو صنفان أحدهما المسقف وهو الدار والحانوت والحمامات والمعاصر والفوأخير والأفران … الخ، والآخر المزدرع ويشمل البساتين والكروم والمراعي والغياض وما يحويه من العيون والحقوق في مياه الأنهار.
- الحيوان: وتسمية العرب المال الناطق وهو ثلاثة أصناف:
- الرقيق وهو العبيد والإماء.
- الكراع وهو الخيل والإبل المستعملة.
- الماشية وهي الغنم والبقر والماعز والإبل السائمة المهملة.

في مجال مدح الغنى المكتسب والموروث. ونسبية قيمة الأموال. جميع الأموال نافعة لأهلها (إذا دبرت كما يجب وبعضها أفضل من بعض وتختلف باختلاف أحوال الزمان وبحكم ما هي عليه من صفاتها المكروهة أو المحبوبة وأحوالها المحمودة أو المذمومة). ويصنف الدمشقي حاجات الإنسان إلى المال الصامت في مجموعتين:
- حاجات ضرورية طبيعية (الغذاء والكساء أو المأوى).
- حاجات عرضية وضعية (الحاجة إلى السلاح في مواجهة العدو أو الحاجة إلى الدواء وقت السقم).

كما تحدث عن ضرورة الاجتماع ليعين الناس بعضهم بعضاً، لان الإنسان عاجز عن أن يحيط بالصناعات كلها من أولها إلى آخرها. ثم ناقش أهمية النقود وضرورتها، وتطرق إلى بيان كيفية اختبار الذهب والفضة كيميائياً وتحديد الصحيح منه والمزيف أو المغشوش. كما تحدث عن طرائق حفظ وصيانة الأغراض من أمتعة وبضائع وجواهر وغيرها. وتكلم عن نظرية الثمن والقيمة، والسوق وآلية العرض والطلب. كما تحدث عن العقار وكيفية الاحتياط في شراء الأملاك. وحدد الدمشقي في كتابه أيضاً الطبقات المحمودة في أصناف كثيرة من الحيوان قم ناقش أسباب الحصول على الأموال فقال: (إن أسباب الملكية هي القصد والمصادفة، وتفرع في ذلك إلى بيان اكتساب المغالبة والاحتيال، وعنده أن ضروب الاحتيال في طلب الاكتساب هي: التجارة والصناعة وما يركب منها، وقد تكلم عن الصنائع العلمية والعملية).
وبعد أن شرح فكرة تفاضل الصنائع والعلوم، قام الدمشقي بسرد الوسائل الاقتصادية لحفظ المال وما يجب أن يحذر في إنفاقه. كما ناقش موضوع ميزانية الأسرة وتنظيم الإنفاق العائلي، وكذلك تنظيم المالية العامة. وقدم في نهاية الكتاب عدداً في الوصايا للتجار، ما كانت تستقيم التجارة بدونها. وأهم ما في هذا الكتاب أن شيخنا الدمشقي كان يستشهد في كل ما كتب بآيات من القرآن الكريم وأحاديث من السنة النبوية، والأقوال المأثورة عن الحكماء والفلاسفة والأدباء. وهذا يشهد للمؤلف بالعلم والفضل معاً. وحدد أهم الصفات للتاجر الناجح نذكر منها:
- معرفة الغشوش.
- الحذر في تصديق السماسرة.
- الاحتراس في تصديق أحاديث التجار.
- الاستعانة بالثقاة والأعوان.
- الشراء من زاهد والبيع إلى راغب.
- الاعتدال في طلب الفائدة والربح.
- لزوم ما تحققت فيه البركة.
- المسامحة في البيع.

وطالب أيضاً بالتحرز من خطر المطمعين والمزيفين، وكذلك التحرز من المبرطحين (وهم من شر الخونة) والمحتالين خوفاً من النصب والاحتيال. وطالب أيضا بالتحرز من أهل الربا (الذين يصيدون الدنيا بالدين).
وأوضح المؤلف أن حفظ المال يحتاج إلى خمسة أشياء:
- أن لا ينفق الإنسان أكثر مما يكسب.
- أن لا يكون ما ينفق مساوياً لما يكسب.
- أن يحذر الرجل من أن يمد يده إلى ما يعجز عنه وعن القيام به.
- أن لا يشغل الرجل ماله بالشيء الذي يبطئ خروجه عنه.
- أن يكون الرجل سريعاً إلى بيع تجارته بطيئاً عن بيع عقار وإن قل ربحه بالتجارة وكثر في بيع العقار.

أما إنفاق المال فينبغي أن يحذر فيه خمس خصال:
- اللؤم: الإمساك عن أبواب الجميل.
- التقصير: التضييق في مصالح العيال.
- الإسراف: الانهماك في اللذات واتباع الشهوات.
- البذخ: أن يتعدى الرجل ما يتخذه أهل طبقته.
- سوء التدبير: أن لا يوزع نفقته في جميع حوائجه على التقسيط والاستواء.

وقد ورد في دائرة المعارف الإسلامية حول كتاب الإشارة إلى محاسن التجارة: أن الدمشقي كتب فيه:(عن التاجر وعن بضاعته، وميز بين أصناف التجار فذكر الخزان أي تاجر الجملة والركاض أي التاجر المتجول أو المستورد والتاجر المجهز أي المصدر، كما تحدث عن الوكالات التجارية. حيث يجب على المجهز (المصدر) « أن ينصب له في الموضع الذي يجهز إليه وكيلاً مأموناً يفيض البضائع التي يصدرها إليه ثم لا ينفذ بضاعة إلا مع الأصحاب الثقاة الذين يدعونها ويتولى هذا الفايض بيعها وشراء الأعواض عنها وله حصة في الربح» كما ناقش مسائل الاقتصاد النظرية، كتحديد الأسعار في السوق ومتوسط السعر والقيمة والنقود وغير ذلك.

## النظرة الاقتصادية
على النقيض من العديد من الكتاب المسلمين الآخرين، وافق الدمشقي على الثروة لذاتها. فقد أشاد في أعماله بالتجارة ك نشاط اقتصادي وأظهر فهمًا دقيقًا لأدوار العرض والطلب وعدم اليقين المرتبط بهما.[1] ووفقًا ل لويس بيك، أستاذ الاقتصاد الدولي والتنمية في جامعة لوفان الكاثوليكية (بلجيكا)، فإن الدمشقي "صاغ ما يسميه الاقتصاديون المعاصرون نظرية الأسعار". في هذه النظرية، يميّز الدمشقي "بين الفترات العادية التي تستند فيها أسعار السوق إلى تكلفة الإنتاج، مقابل فترات الندرة أو زيادة العرض، والتي يظهر فيها دافع المضاربين.
وفي كتابه دليل مزايا التجارة، يعرب عن رفضه لتدخل الدولة بشكل مباشر في الاقتصاد. ويؤكد الدمشقي أيضاً على ضرورة تقسيم العمل من أجل التنمية الاقتصادية.

## مصدر
- جامعة دمشق – كلية الاقتصاد، الدكتور مصطفى العبد الله الكفري.